# Analiza wędrowna i lokalna
Analiza wędrowna i lokalna – dwa równoważne sposoby opisu ruchu ciała w mechanice. Rozróżnienie to najczęściej wprowadza się w mechanice płynów, ponieważ w mechanice ciała stałego stosowana jest prawie wyłącznie analiza lokalna.

## Analiza wędrowna
Nazywana także metodą Lagrange’a. Polega na badaniu ruchu płynu na podstawie analizy ruchu wybranych punktów ciała (w mechanice płynów: elementów płynu) po ich torach. Oznacza to, że konieczne jest ustalenie chwili początkowej {\displaystyle t_{0}} i określanie wszystkich własności ciała biorąc pod uwagę położenie jego punktów w tej chwili. Dowolna wielkość opisująca ciało {\displaystyle \varphi } (np. prędkość punktu ciała) dla określonego punktu P tego ciała jest funkcją:
{\displaystyle \varphi =\varphi (x_{0},y_{0},z_{0},t),}
gdzie: {\displaystyle x_{0},} {\displaystyle y_{0},} {\displaystyle z_{0}} – współrzędne rozpatrywanego punktu ciała P w chwili {\displaystyle t_{0};} {\displaystyle t} – aktualny czas. Oznacza to, że:
{\displaystyle x(x_{0},y_{0},z_{0},t_{0})=x_{0},}
gdzie: {\displaystyle x} – funkcja opisująca współrzędną {\displaystyle x} dowolnego punktu P. Powyższą zależność można analogicznie zapisać dla współrzędnych {\displaystyle y} i {\displaystyle z.}
Zatem każdy punkt ciała identyfikowany jest w analizie wędrownej przez jego początkowe położenie.

## Analiza lokalna
Nazywana także metodą Eulera. Polega na badaniu ruchu ciała w wybranych punktach przestrzeni. Dowolna wielkość opisująca ciało {\displaystyle \varphi } dla określonego punktu P tego ciała jest funkcją:
{\displaystyle \varphi =\varphi (x,y,z,t),}
gdzie: {\displaystyle x,y,z} – współrzędne rozpatrywanego punktu ciała P w chwili {\displaystyle t.}
Zatem każdy punkt ciała identyfikowany jest w analizie lokalnej przez jego aktualne położenie.
Z analizą lokalną związane jest pojęcie pochodnej substancjalnej.